# Christine Riedtmann
Christine Riedtmann (* 27. Januar 1952) ist eine Schweizer Mathematikerin, die sich mit Algebra befasst. Sie ist seit 1991 Professorin an der Universität Bern.
Riedtmann studierte Mathematik, Physik und Astronomie an der Universität Basel und wurde 1978 an der Universität Zürich bei Pierre Gabriel promoviert (Algebren, die stabil aequivalent sind zu einer selbstinjektiven Nakayama-Algebra). Sie war Professorin in Bern und ist dort seit 2016 emeritiert.
Sie befasst sich mit der Darstellungstheorie von Algebren und Köchern (Quiver). Ende der 1970er befasste sie sich mit Algebren mit Darstellungen vom endlichen Typ (endliche Anzahl von Isomorphieklassen von unzerlegbaren Moduln), von denen angenommen wird, dass es für jede Dimension nur endlich viele gibt. Sie klassifizierte diese in Spezialfällen (zum Beispiel selbst-injektive Algebren).
2011/12 war sie Präsidentin der Schweizerischen Mathematischen Gesellschaft. Sie veröffentlichte auch über historische Mathematikerinnen in der Schweiz.

## Schriften
- mit Hanspeter Kraft: Geometry of representations of quivers, in: "Representations of Algebras", Proceedings of the Durham Symposion 1985, London Mathematical Society Lecture Notes 116, Cambridge University Press 1986, S. 109–145.
- Many algebras with the same Auslander-Reiten quiver, Bull. London Math. Soc. 15, 1983, S. 43–47
- Représentation-finite self-injective algebras of class {\displaystyle D_{n}}, Compositio Math. 49, 1983, S. 231–282.
- Representation-finite selfinjective algebras of class {\displaystyle A_{n}}, Lecture Notes in Math. Springer, 832, Springer Verlag 1980, S. 449–520.
- Algebren, Darstellungsköcher, Überlagerungen und zurück, Comment. Math. Helv., 55, 1980, S. 199–224
- Algèbres de type de représentation fini (d'après Bautista, Bongartz, Gabriel, Roiter et d'autres), Séminaire Bourbaki 650, 1985, Online
- mit Pierre Gabriel: Group representations without groups, Comm. Math. Helvetici, Band 54, 1979, S. 240–287